# Catequil

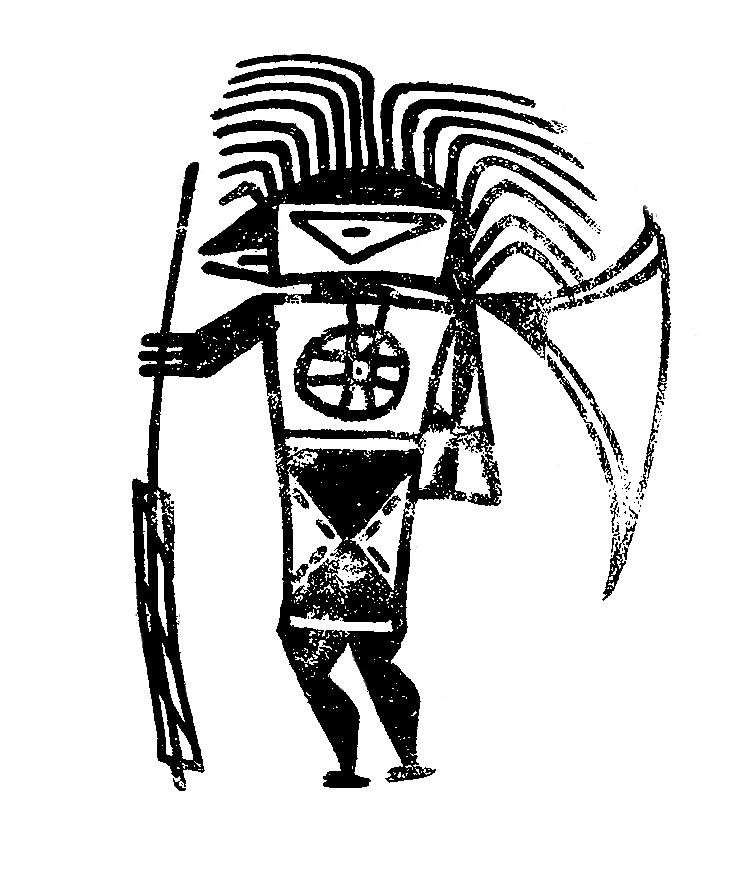
Catequil, representando la luna cubierta, con una estrella de ocho puntas en el pecho que simboliza el sol recto.

Catequil (conocido también como: Jatiquillá, Catequilla, Cataquillay, Apocatequil, Apu Catequil) es un dios acuático que tiene a su cuidado a los animales de la tierra. Se creía que los dejaba en libertad durante las noches cuando la luna era joven o tierna, con el objetivo de comunicar o transmitir valor y riquezas a las personas que se enfrentaban a ellos en un baño espiritual. Por esta razón se lo consideraba una deidad relacionada con el valor y la fortuna. Durante este hecho se llevaba a cabo un rito de iniciación en el cual el jatiquillado, buscaba obtener este valor y fortuna para convertirse en el líder de la comunidad. Catequil era usualmente representado antropomórficamente con un rayo en la mano y torso de jaguar. Su culto fue muy difundido por varios señoríos étnicos de Ecuador como los puruhá, panzaleo-quitu, caranqui y chono. Su popularidad se extendía desde Colombia, entre los señoríos pubenenses y pastos donde se sincretizó con Kamashka, hasta el norte de Perú entre las etnias de los huamachucos, los cajamarcas y los conchucos, donde se sincretizó con Illapa para convertirse en el dios del rayo. En este sincretismo en particular, por su relación con la justicia y el rayo cumpliría una función similar al orisha Changó. 

## Etimología
Jatiquillá en idioma panzaleo significa luna cubierta y hace referencia a la luna que durante la fase final del cuarto menguante, era cubierta por la noche y desaparecía. En este momento se suponía que catequil dejaba libre a los animales que se encontraban a su cargo. Fue denominado "Cepo Catequil" que en lenguas barbacoanas significaría "Seepu" o "Seepuno" que significa la gema, el brote o germinación. A través del sincretismo del mito en Perú surgirían nuevos dioses como sería Pingueroa, que en las culturas de Ecuador como la Puruhá, Quitu y Caranqui serían Naatala, hermano de Catequil. Mientras que su representación en Perú es la de un pájaro, en Ecuador se lo representa como una serpiente, conocida como Pini. En este caso específico se refiere a Pini-Queraanu o también Piniquerenu. En las tres denominaciones representa al mismo tiempo la raza.

## Mito
Catequil tiene su origen en la mitología de los señoríos étnicos de Ecuador donde fue uno de los dioses más venerados. Se representa con un bastón que usualmente se lo interpreta como un rayo, convirtiéndolo en la deidad que controla el clima, capaz de lanzar rayos durante las tormentas. En esencia Catequil es el dios de la fortuna y el valor al cual se invocaba a través de un rito. Se caracteriza por vivir en "pozas de catequil", llamadas Pilu (en lengua cayapa) de la que desbordan ríos. Su veneración giraba alrededor de un rito específico en estos manantiales en donde el "teca" o también conocido como el "catequillado" llevaba a cabo un rito de iniciación. Al vivir Catequil en estas aguas (Pilu), las convertía en sagradas por lo que no eran tocadas salvo durante los rituales. De estos manantiales, ríos, lagos y lagunas se abstraían con el concepto "Pi", que significa en lengua cayapa "agua sacralizada". Este concepto constituía la base o principio filosófico de la mitología no solo de los Puruhás, sino también de los Quitus, Caranquis y Yumbos. Está relacionado además con la adoración del mar como fuente o el lugar donde se lleva a cabo el mito cosmogónico que explica la llegada de los primeros pobladores a las costas de Ecuador. De esta manera el mito de Catequil conecta con el mito de A rucu y A shimbu, los antepasados mitológicos o primeros humanos en llegar a Ecuador desde el océano. Este hecho ocurriría durante un eclipse, cuando pajta (sol) y quepepajta (luna) como principio masculino y femenino se unían. De esta manera, con la unión y la danza de la marea, A rucu y A Shimbu llegaban a las costas guiados por un jaguar.

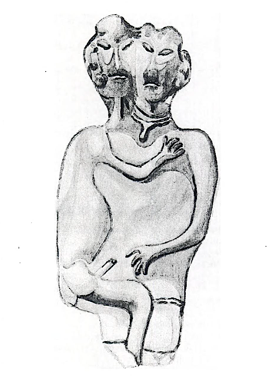
A Arucu y A Chimbu, ancestros originarios

En el mito, Catequil está representado entonces por el jaguar y la luna, es decir el jaguar luna. Simbólicamente es la luna en cuarto menguante cuando toma la forma de una garra de un tigre. Esto corresponde con el calendario puruhá, quitu y caranqui que era lunar y contaba los meses con cada ciclo de la luna. El jaguar representa el sol, pero cuando está en el inframundo, (esto se relaciona con el mito Tsáchila de Salun) es decir durante la noche que no se lo puede ver. De esta manera cuando la luna es cubierta (jatequillá), se representa simbólicamente el eclipse originario con el que lo masculino y femenino se unieron y permitió la llegada de A Arucu y A Chimbu desde el mar (Pi) a la costa. Por esta razón la simbología de la luna cubierta ha sido interpretada como el jaguar (sol en el inframundo o en la noche) que siembra su falo en la luna, en una unión primigenia. De esta manera el catequillado o joven felino crece pasando de tigrillo a tigre, y después de tigre a tigre maduro o jaguar.
El mito se lleva a cabo durante el Ni'ipe o "la noche del fuego". En idioma cayapa "Ni" significa fuego y es el opuesto de "Pi". Es decir el primero simboliza el fuego, la destrucción, la muerte y lo trascendente, mientras que lo segundo simboliza el agua, la creación, la vida y lo inmanente a todas las cosas. De la unión de ambos conceptos surge el "Pini" que es representado por una serpiente de fuego que vomita agua e inunda el mundo. Usualmente se referían a ríos (con forma de serpientes) que al desbordarse inundaban a la comunidad causando su destrucción. De esta manera estarían unidos ambos conceptos, el agua y el fuego en un mismo símbolo. El catequillado o persona que hace este rito se enfrentaría a esta serpiente durante el rito de iniciación para poder convertirse en un líder de su comunidad. Si lograba vencerla, se conectaría con los "matutatas" o antepasados, es decir A Arucu y A Chimbu. Ya que Pini, la serpiente usualmente vivía en el inframundo, al vencerla el héroe salía del inframundo, regresaba a la tierra y era un líder ápto para la comunidad.

## Rito

### Resumen del ritual

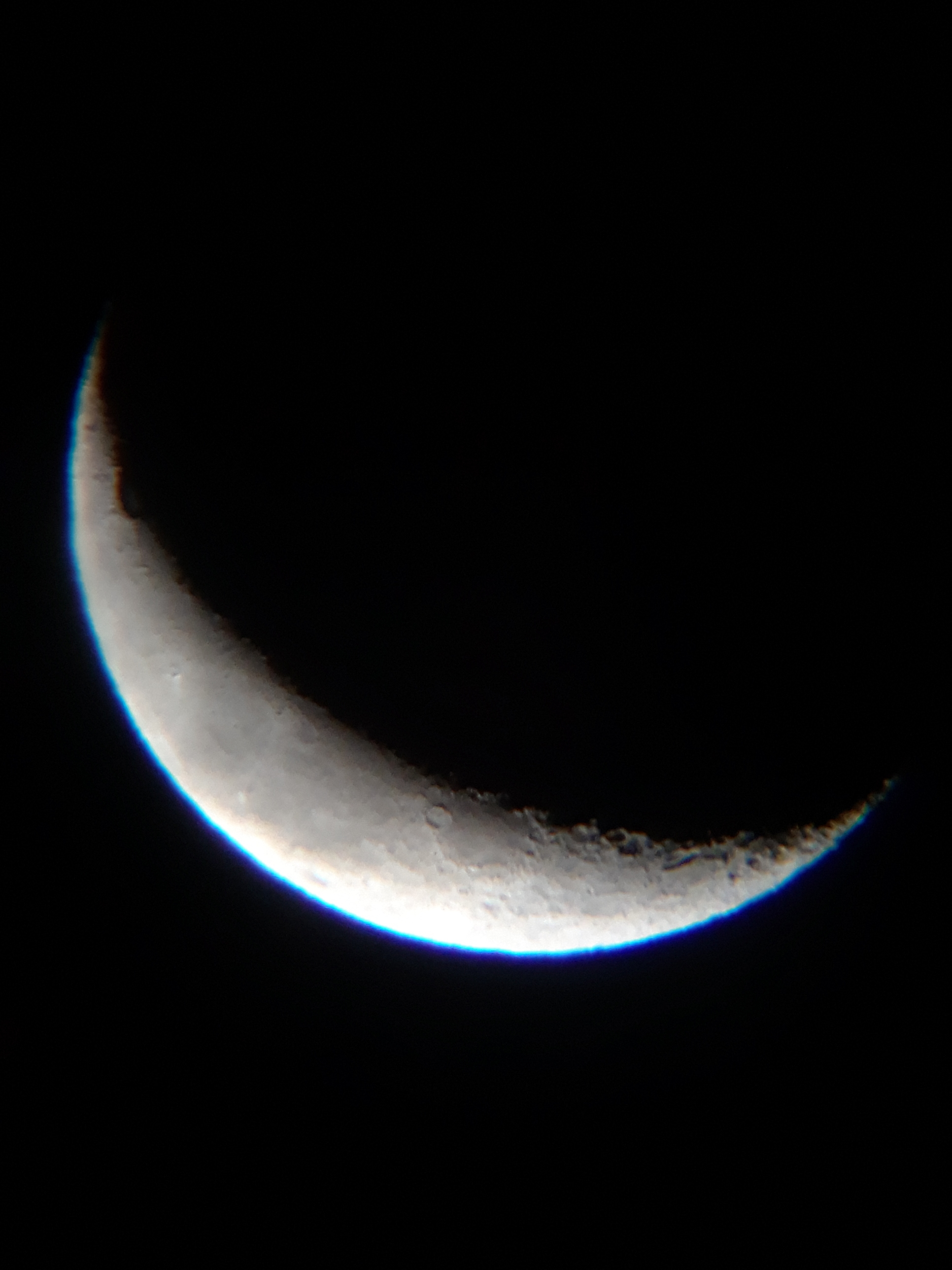
Luna menguante (garra del tigre) antes de ser cubierta.

El rito se hacía en ríos, lagos, lagunas y manantiales que brotaban desde la tierra. Estas a su vez eran conocidas como "pozas de catequil". Era realizado por hombres que se bañaban en estas pozas sagradas a media noche. En la poza, se creía que Catequil soltaba un montón de animales que atacaban a la persona y probaban su paciencia y fortaleza. El primer animal que salía era el sapo o "patata" en idioma Puruhá. En quichua era conocido como hambatu, de ahí el nombre de la ciudad de Ambato. Después del sapo venían una serie de animales como el cangrejo, el pez, la araña, la rata, el alacrán, el tigre, el tigre rojo, el búho grande, el gavilán, el zorro, el zorro de agua, el conejo, la lechuza, el gallinazo, la abeja, el murciélago, el pato, el mono, la mosca grande, la lagartija, la mariposa y la preñadilla (pez). El último animal en aparecer era la serpiente o "Pini" a quien el catequillado enfrentaba. Los animales atacaban al iniciado quien debía resistir. Muchos de ellos lo lamían, esto era interpretado como una transferencia de los poderes de los animales al iniciado o catequillado. Cuando esto sucedía, se creía que nacía el fuego en el corazón de esta persona por lo que era factible que se convierta en un sabio liberador.

### Preparación y participantes
Para poder resistir, el catequillado tenía que elevar su conciencia y para ello hacía uso de sustancias sicotrópicas. Era común el consumo de extractos de huantuc o floripondio, así como tomar sangre de chucurí, un roedor de los andes. Para ello debía ser guiado por un "mirucu" o shaman, quien a su vez era quien lo elegía para llevar a cabo el ritual. A penas empeiza a sentir los efectos alucinógenos, es conducido al borde de la poza y se sumerge hasta los hombres. El mirucu alza sus brazos como para tomar la garra de la luna y grita "Catequil" repetidas veces. En el borde de la poza estarían colocadas ranas que serían aplastados por el mirucu para que viertan su sangre mientras la luna se oculta. De esta manera las aguas cubren al catequillado, al igual que las tinieblas. quien deberá permanecer sumergido hasta el reventar de la luz. En caso de que la persona no lograba soportar el rito, era considerado después un paria y una persona con mente enredada.

### Simbología de los animales
- Rana: conocida como patata o hambatu, simbolizaba el abuelo sol o abuelo paterno. Simboliza el danzante o el que hace la lluvia. Era común encontrarlos en los ríos, lagos, lagunas y manantiales que eran a su vez considerados sagrados. Un río en la sierra centro de Ecuador era famoso por tener muchos patatas o hambatus, por lo que fue llamado Ambato, de ahí el nombre de la ciudad.Río Ambato

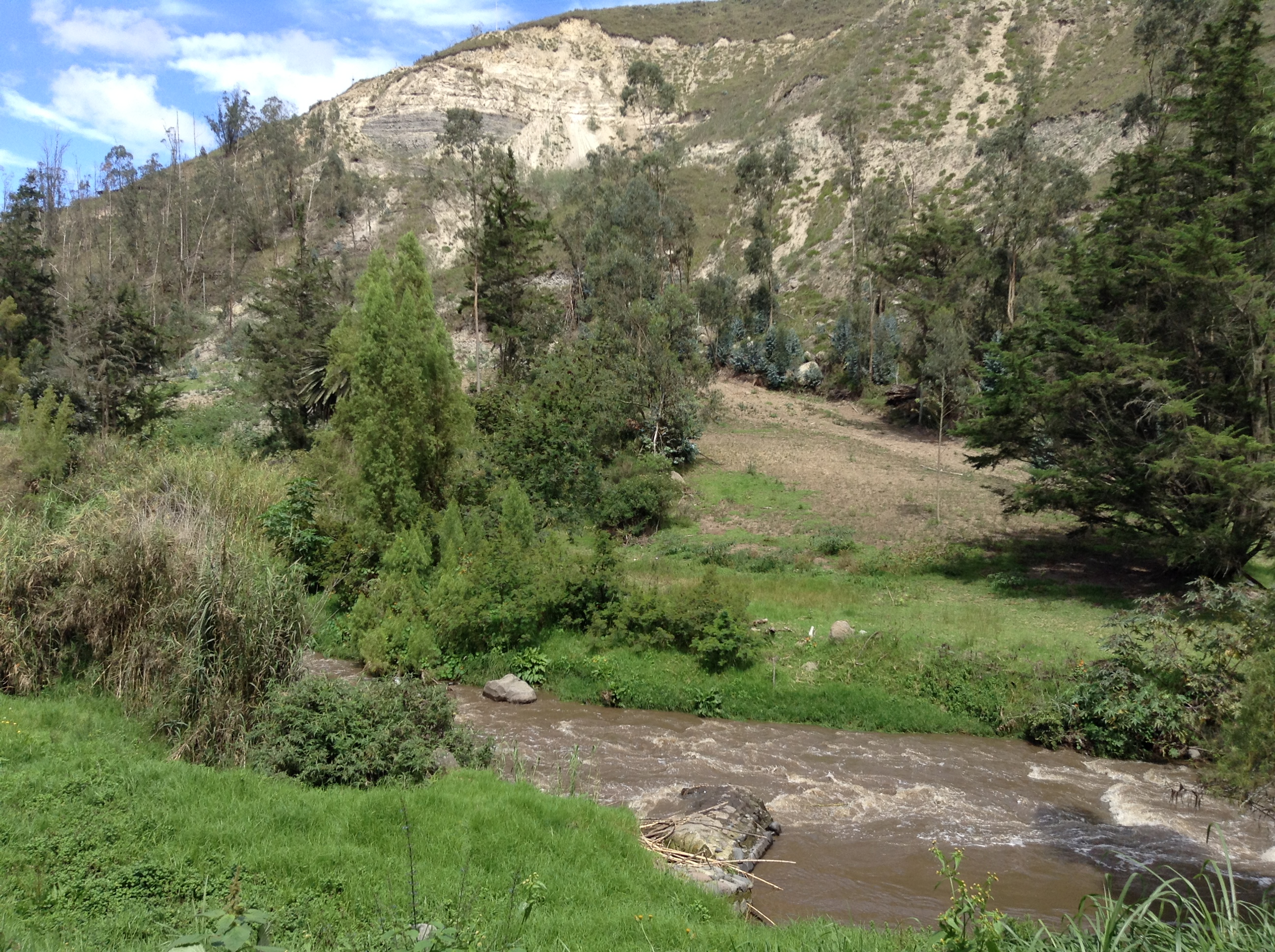
Río Ambato

- Mono: conocido como guishiyumi, simboliza la fecundidad y sabiduría. El sufijo "mi" significa sabiduría y ética. Es lo que permite el paso de lo ontológico "Pi" agua, "Ni" fuego que son la esencia del mundo, al "Mi" o ética y sabiduría.
- Araña: conocido como mutete, simboliza la raíz del achiote, fruto sagrado de los indígenas cayapas. Era representado en tejidos que representa la trama social y el tejido de la historia.
- Cangrejo: conocido como nelo, simboliza el corto de piernas o animal que deja huellas, que corretea como un niño tierno que esta gateando. Nelo recuerda que la vida recorre un solo camino, de la infancia a la vejez.
- Preñadilla: es el pez pequeño negro conocido como "ambi" o "imba" en cayapa. Es un pez vagre de lagos y lagunas de los andes. Era muy apetecido como comida y simbolizaba que lo pequeño y humilde podía tener gran valor. Imbabura, el volcán toma el nombre de este pez y significa literalmente criadero de preñadilla. Los caranquis lo consideraban una deidad y su principal patriarca junto con Cotacachi, esposa de Imbabura. Esto según el testimonio de 1609: “la fuente de pescado que tengo en San Pablo nombrada Atalmuet”. Se trata de los famosos “pogios de preñadillas”, abundantes en las quebradas que dan a la laguna de San Pablo.[5] Lago San Pablo a los pies del Imbabura

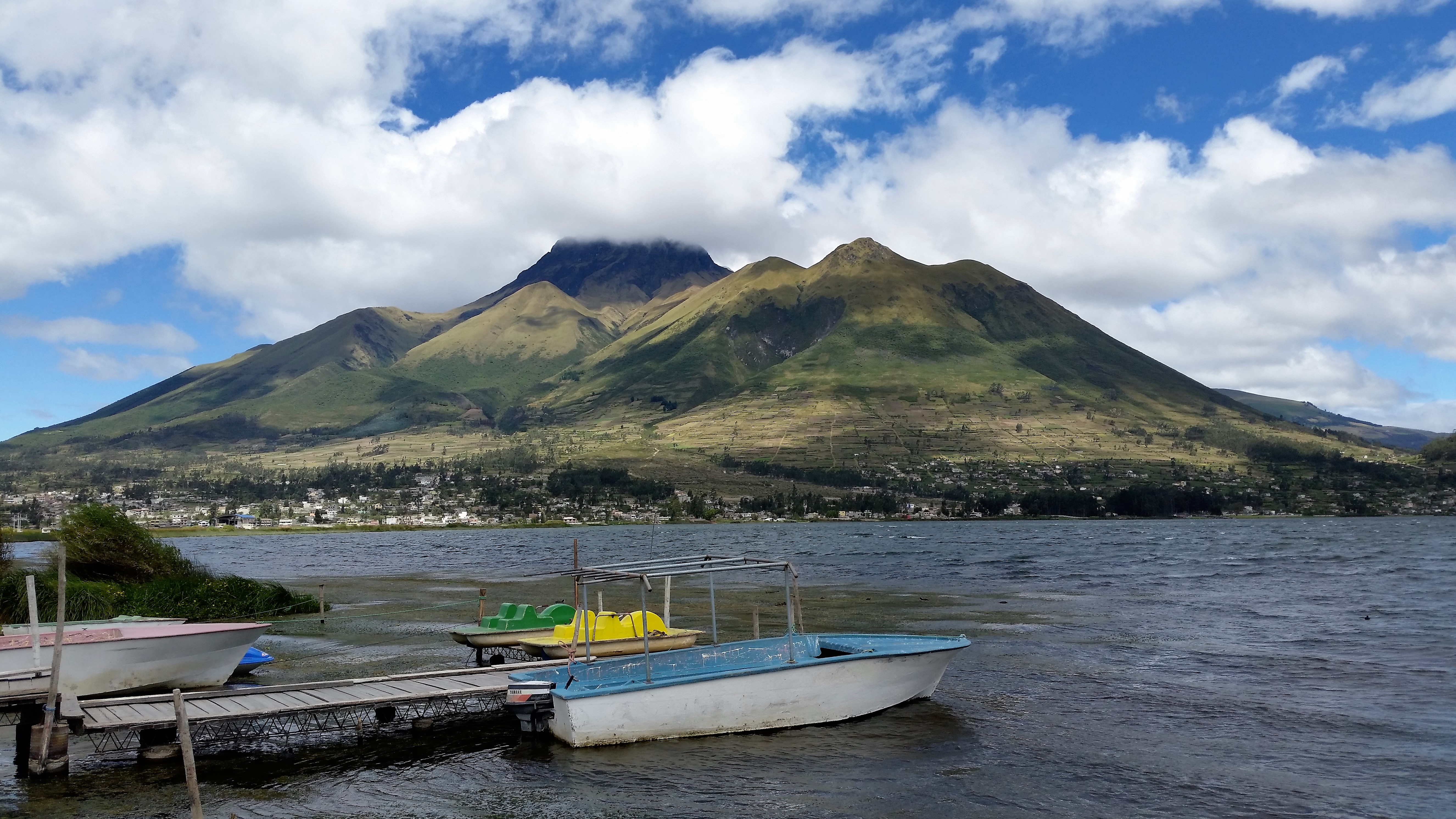
Lago San Pablo a los pies del Imbabura

- Jaguar: o el tigre maduro, conocido como Luquela en idiomas cayapas, simboliza el brillo de la luna. Es decir el sol que desde el inframundo alumbraba a la luna y le daba su luz. Era común la creencia que la luna era un tigre acostado. Dependiendo de la fase lunar podía ser un tigre o un tigre maduro (jaguar). Cuando estaba en cuarto menguante se creía que la luna se incendiaba y era tragado o absorbido por el jaguar.
- Serpiente: conocido como pini, es el conjunto de tres conceptos "fuego-semilla-raza". El primero derivado de la palabra "ni" significa fuego que debe nacer en el corazón del catequillado al conectarse con sus antepasados. Por su parte, la semilla y raza son la base de la interpretación simbólica sexual de Jatequilla como el tigre que hunde el falo en la luna. Es pues la serpiente la representación de esta semilla que da origen a la raza. En concreto se cree que la morada de "pini" estaba en las cuevas de "Pi-Elen" en Chimborazo, cerca de Guano. Esta serpiente vivía cerca de un manantial, causando su apertura y el brote del agua. Se cree que este manantial se refiere a "un gran lago en el que había grandes peces y que en él estuvo el edén bíblico, que las vírgenes solían sacrificarse en el Elenpata". Esto se encontraba al pie de la colina de Lluishi, sin embargo, fue destruido en una de las erupciones del Chimborazo. Los puruhá que ahí vivían fueron evangelizados por los franciscanos, su monasterio fue destruido en un terremoto del siglo XVIII, por lo que ahora solo quedan las ruinas del Monasterio de la Asunción y la momia de un franciscano.

### Pozas de Catequil

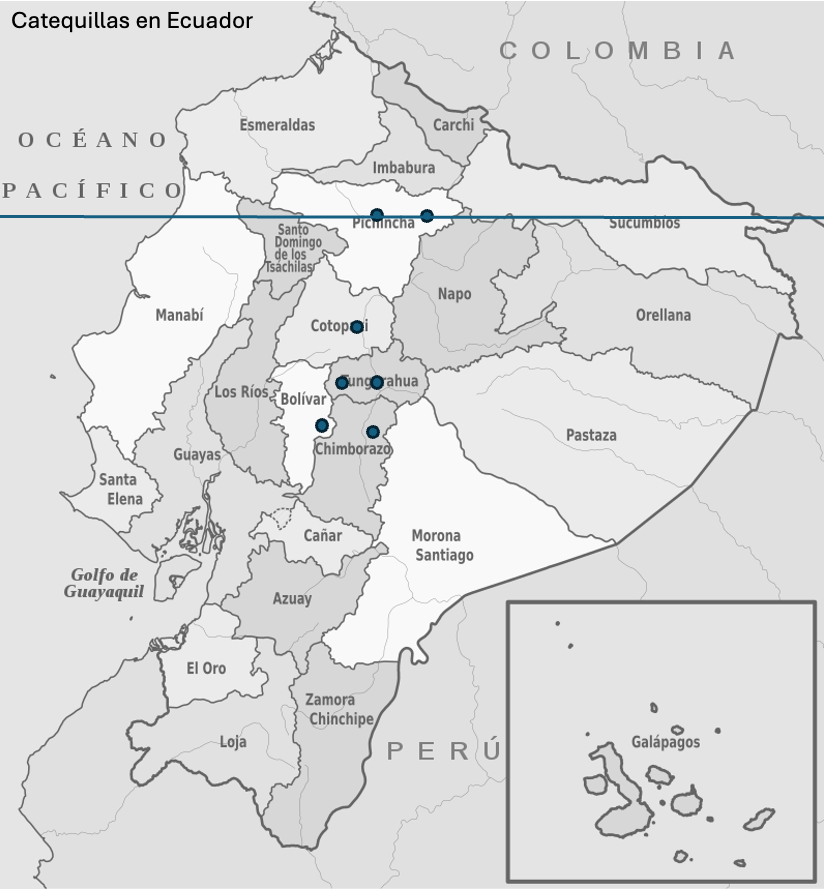
Siete pozas de Catequil

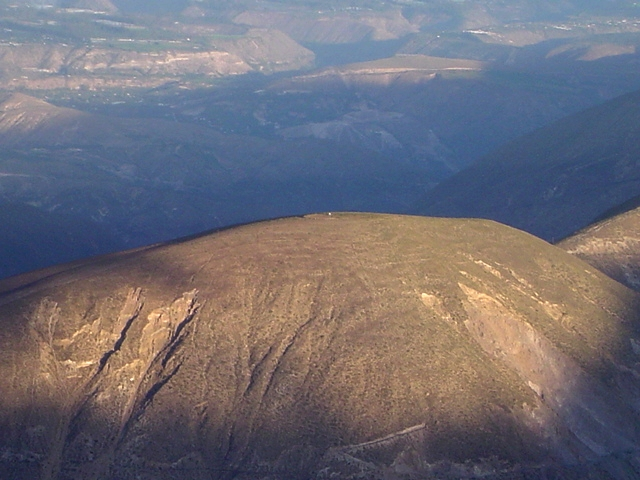
Cerro Catequilla en la Mitad del Mundo

Los ritos más famosos eran realizados en manantiales muy aislados en lugares altos de las montañas. Aunque era común su realización en todos los tipos de manantiales independientemente de su altitud. En todos los casos el rito era el mismo. Los pilus de catequil o pozas están todos los sistemas lacustres de los andes y la costa de Ecuador. Se los ha identificado a través de crónicas, investigaciones arqueológicas o en la forma más directa topónimos.
- Existen siete Catequillas, en Ecuador. Cinco se encuentran en la sierra centro, territorio Puruhá y dos de ellas emplazadas sobre la línea ecuatorial. La primera en el cerro Catequilla, área conocida como Lulubamba, cerca del río monjas y Rumicucho, al lado del monumento a la Mitad del Mundo. Este territorio fue habitado por Quitus. El segundo se encontraba en Cayambe, dentro del señorío homónimo que pertenecía al país Caranqui y se encuentra cerca de Quitoloma.[7]
- Además de esto se sabe que las dos lagunas de Quito, Añaquito y Turubamba eran usadas para este rito. Estas a su vez desembocaban en el Río Machángara que también servía para el mismo fin. Esto se determinó a través de los escritos de Atienza. En la actualidad estas lagunas están cubiertas por la ciudad, pero se encontrarían en el territorio delimitado por Nono, Pomasqui, Guayllabamba y Conocoto. Esto es en las faldas de Pichincha que por el prefijo Pi, se puede ver la relación con el agua sagrada. Su etimología exacta está por determinarse.Cascada de Peguche

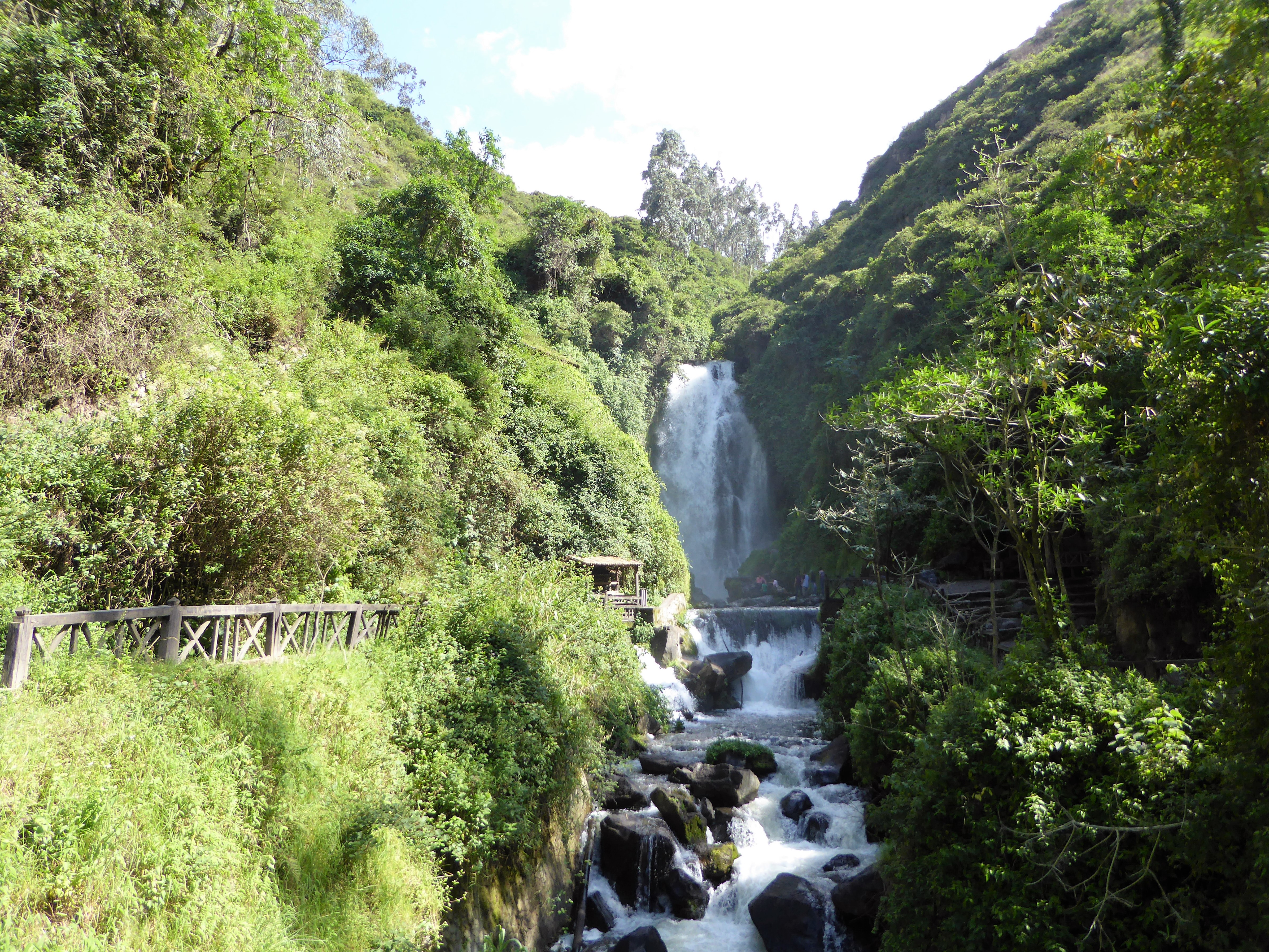
Cascada de Peguche

- Al norte se encuentra el sistema lacustre de Imbabura, lugar donde abundaban las preñadillas. Existe evidencia arqueológica de una poza de catequil junto a la cascada de Peguche, lo que relacionaría este rito con el del diablo huma.
- Al sur de Quito, se encuentra la ciudad de Latacunga, que significa Dios de las Lagunas.
- Al sur en el río Ambato, se especula que por su etimología, era un lugar estratégico para obtener las ranas, una parte fundamental del rito. Este río habitado por Quitus (Panzaleos), pudo haber sido usado como un manantial o pilu de catequil.
- En Chimborazo se conoce que existió una poza mítica donde ahora se erigió el santuario de la Virgen de Catequilla, en Chambo. Además la poza de Catequil de la hacienda de Laplan en Salarón, en la parroquia Columbe ha sido identificada por su importancia etnográfica puesto que los esposos Costales presenciaron el rito del catequillado, lo que les motivó a la investigación de esta mitología. Se sabe además que las cabeceras de Colta Cocha en la parroquia de Sicalpa, existen dos vertientes del Shamanga y Cunuc Poguio cerca de un montículo artificial. Además es de suma importancia la poza de Elen Pata, donde se creía era el lugar donde vivía Pini, la serpiente.Representación simbólica de una Poza de Catequil en una Cocina de Brujo de la cultura Milagro Quevedo

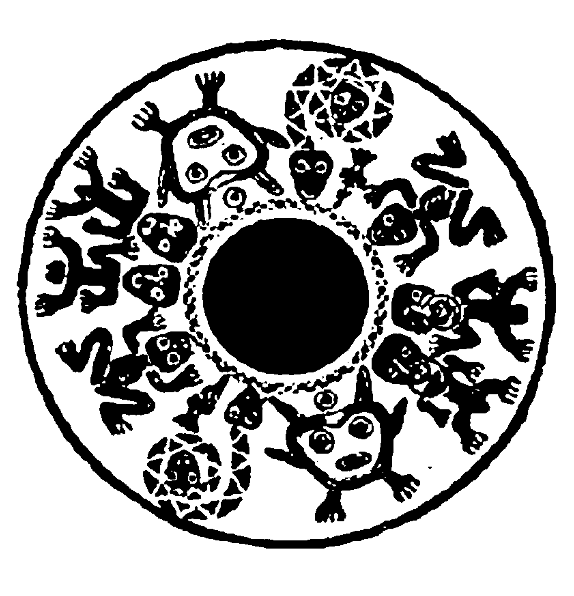
Representación simbólica de una Poza de Catequil en una Cocina de Brujo de la cultura Milagro Quevedo

- A esto se suma el complejo lacustre de Collay, Yuntana, Cublima, Mactayang, Osogoche, Chascarina Cocha (Pilluno). De todos ellos el más importante era Collay Cocha a juicio de Juan de Velasco. En Chascarina Cocha o Pilluno del 3 al 15 de septiembre acude una pareja de animales de cada especie y se suicidan en sus heladas aguas. La gente que ahí habita acude a ver este hecho y es común encontrar animales muertos al día siguiente, que usualmente eran consumidos por los locales.
- Más al sur, en la Laguna de Culebrillas en Cañar y las Lagunillas de Cajas, Sigsig en Azuay son importantes pozas. El primero de ellos es el lugar donde se desarrolla uno de los mitos cosmogónicos de los cañaris, pues allí habita la serpiente "Kan", quien habría puesto dos huevos de donde desciende toda la raza cañari.
- En la costa, son consideradas pozas de Catequil las ocho pozas de Choconchá en Jipijapa, Manabí. Lugar que era habitada por los manteños y es conocido su adoración por el agua tanto por ser navegantes, conocer el mar y sufrir el Fenómeno de El Niño, como por el continuo azote de las sequías que ponía en riesgo a la agricultura.
- Asimismo, las pozas de Gandil, Pechiche en Montecristi, Chade en Jipijapa y Santa Ana, así como una poza en Manta, conforman las posibles pozas de Catequil en esta region.[1]
- Las piscinas de Tulipe eran en realidad tasquis, lugares donde se celebraban ceremonias acuáticas. La razón detrás de esto se encuentra en la relación estrecha entre los caranquis, los yumbos y colorados cuyo intercambio comercial y cultural difundirían los ritos de purificación en agua.[1]
- A esto se suma el Río Cayapa donde se desarrolló la cultura homónima o también llamada Chachi. Se creía que en el límite territorial, cerca de un charco se encontraba un pez serpiente gigante llamado Pini o Pipiñi en idioma cayapa. Nadie podía atravesarlo hasta que un joven se aventuró a enfrentarla, logrando salvar a las personas que habían sido comidas por Pipiñi. Además, una interpretación del rito es que el objetivo principal del catequillado es encontrar a sus antepasados, es decir A Arucu y A Ashimbu, los padres de los Cayapas. Esta cultura además llamaba cerritos a las pierdas precalentadas al fuego que creaban vapor para realizar curaciones en manantiales o pozas de catequil, también conocidos como mumunos.[1]
- En la cultura Milagro Quevedo o chono, la relación que existía con los ríos, lugar donde habitaban era sofisticada. Se reflejaba en su arquitectura que se basaba en la construcción de montículos artificiales llamados "tolas" para evitar las inundaciones. Además era común la representación en las cocinas de brujo de ranas que eran una deidad relacionada con la lluvia y la fertilidad, así como de serpientes que simbolizaban además del agua, el inframundo. Esto compartían los chonos con la cultura Cayapa y se cree que su lengua pertenecía a las lenguas barbacoanas habladas por los Cayapas, Caranquis, Panzaleo y Yumbos. La relación etimológica entre el famosos cacique Guayaquile de donde viene el nombre de Santiago de Guayaquil y el dios Catequil, todavía no ha sido determinada. Asimismo si Guayaquile llevó a cabo un rito de iniciación a Catequil, está por comprobarse arqueológicamente.

### Sacrificios a Catequil
Dentro de las tradiciones de Chimbo, lugar cerca de donde se encontraba un Catequilla, existía la costumbre de sacrificar a un niño en el tope de la colina, ahora llamada Cruzloma. Esto fue sustituido posteriormente por la tradición que se conoce como el "Gallo Compadre" donde se mata un gallo para después hacer un festín. Originalmente esto se realiza cuando termina el carnaval, en miércoles de ceniza. Según la tradición oral, los sacrificios se realizaban de la siguiente manera:

El cacique Susanga, que reinaba en este territorio, antes de la invasión incásica, tenía costumbre de festejar sus triunfos en los combates. Para ello plantaba en la colina del Dios Catequil su trofeo de guerra que era un cráneo humano en el extremo de un palo alto y puntiagudo con el fin de llamar la atención de la gente de la tribu, que de inmediato se reunían centenares de aborígenes. Tan luego que sus guerreros habían escogido la víctima, que por lo regular era un niño de pocos años, lo enterraban dejando al descubierto el cuello y la cabeza; luego comenzaban las ceremonias, su danza ritual alrededor de la víctima y por fin tenía lugar el sacrificio. Armados de masas u hachas filudas trataban, cerrando los ojos, de dar un golpe o un corte certero. Cuando la víctima era degollada, todos acudían a descuartizarla, en medio de gritos y aullidos, sacando las visceras para pintarse con la sangre, de unos a otros, ya que creían mientras se manchaban sus cuerpos, estarían libres del mal aire del sacrificado como también de los muertos del combate y entrarían a la gracia de su dios Catequil como recompensa a la brutalidad de su ofrenda.
El quishihuar o el árbol de Dios: Letras FGH

### El catequillado y el shilli
Se conjetura que este rito, entre otros que pudieron existir, servía para elegir al líder de la comunidad, y que en el caso de la cultura Quitu, esta persona era llamada "shilli". En concreto:

En ese caso la palabra "Shilli", no Shiry, debió significar sacerdote iniciado en los Misterios de la Mitad del Mundo y no de una dinastía imprecisa de monarcas que heredan el trono de padre a hijo. Parece que era costumbre de nuestros pueblos aborígenes elegir al más capaz, previa una prueba iniciática, sea este el catequil u otra forma de chamanismo.
Jaime Moreno - Quito profundo

### El culto a Catequil en el Incario
Esta deidad sería incorporada dentro del panteón de dioses incaicos después de la conquista de los Andes septentrionales. Sin embargo, no había una armonía entre esta forma de ver el mundo según los señoríos étnicos de Ecuador con la jerarquía de dioses que se sostenía desde el imperio Incaico. En concreto: 

La presencia del dios del rayo en el mundo andino preincaico, y la manera en la cual los santuarios, adoratorios o sitios oraculares dedicados a esta deidad, fueron llevados a una importancia menor en el devenir histórico de las deidades andinas, prevaleciendo la visión de la cultura solar incaica durante el incanato, hizo que se dejara de lado en cierto grado, la importancia de las culturas que adoraban a la deidad del rayo, y con ello, la relación mágico territorial de las temporalidades y manejo de la fertilidad del territorio.

Esto se dio debido a que el dios Catequil estaba relacionado con el ordenamiento mítico territorial que es la memoria y palabra que a su vez sirve para ordenar las ideas que son pasadas de generación en generación. Esto a su vez permite la creación de una cultura tradicional que se caracteriza por apertura de un territorio del "Otro", de un territorio no anexado políticamente pero con el cual se tiene relaciones comerciales entre señoríos sin una subordinación política. Esto es el ordenamiento mítico territorial, que se contrapone con el ordenamiento político territorial que anexa culturas bajo un sistema político. Por esta razón bajo el primer modelo de ordenamiento territorial, el culto a Catequil, representado en culturas de la costa como la Milagro Quevedo, desarrollada en pozas Manteñas como las de Choconchá o las lagunas andinas de los Puruhá, Quitus y Caranquis, era muy difundido a lo largo de los señoríos étnicos de Ecuador. El sincretismo de la fauna local como sapos y serpientes, tan relacionadas con el desbordamiento del Río Guayas durante el Fenómeno de El Niño, o la incorporación de mitos Cayapas como la de la serpiente Pini que es al mismo tiempo, fuego-semilla-raza junto con la necesidad de conectarse con sus antepasados o matutatas que habían llegado desde el Mar como A Arucu y A Ashimbu, forman parte importante del rito y unifican las creencias de los señoríos de tierras ecuatoriales. Era pues, el mito, junto con el intercambio comercial de los mindalaes con la spondylus y hachas moneda de los chonos, lo que estructuraba y unía a todos los señoríos de tierras ecuatoriales, sin la necesidad de anexarse políticamente bajo un imperio. El orden territorial sería pues alterado con la conquista incaica, y la deidad de Catequil que se había extendido hasta Cajamarca sería en consecuencia subordinada al culto de Viracocha y sincretizada con la deidad local del rayo, llamada Illapa, desdoblada en una trinidad. Su papel en el ordenamiento territorial sería pues sustituido con el de un oráculo y el ordenamiento mítico territorial en el que los señoríos se relacionaban a través de comercio y religión sería reemplazado por un ordenamiento político territorial donde serían anexados los señoríos y gravados con tributos.

### Representaciones
Las representaciones a catequil son frecuentes en la cerámica pasto, así como en petroglifos que muestran el signo del rayo como una línea ondulada con un círculo o una flecha en una de sus extremidades. Esta flecha atraviesa de manera oblicua la quebrada mientras llega a la tierra. Por otro lado las pozas de catequil son usualmente representadas en las cocinas de brujo de la Cultura Milagro Quevedo, así como en varios topónimos llamados Catequilla. Por último, el catequillado, persona que pasó el rito de iniciación es encarnado por el líder de la comunidad.

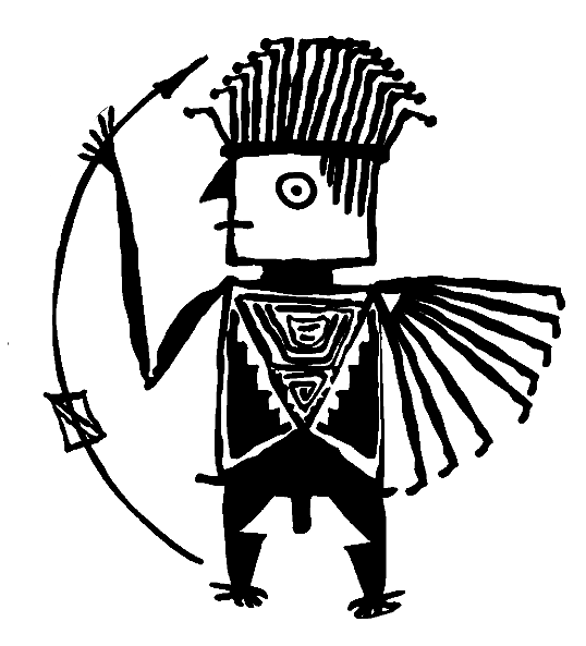
Catequil con piernas de rayo, Carchi Ecuador.
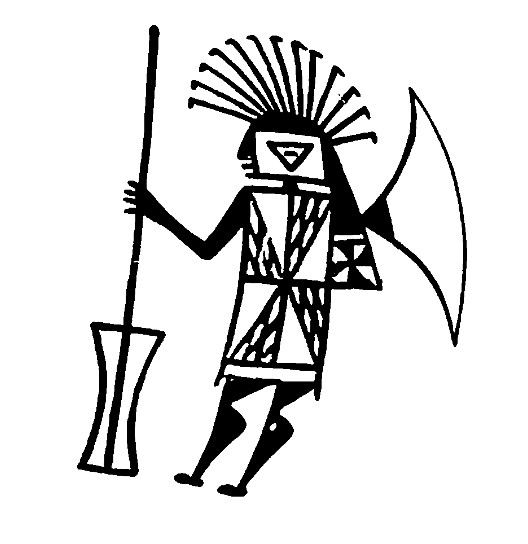
Catequil con bastón recto, Nariño Colombia.
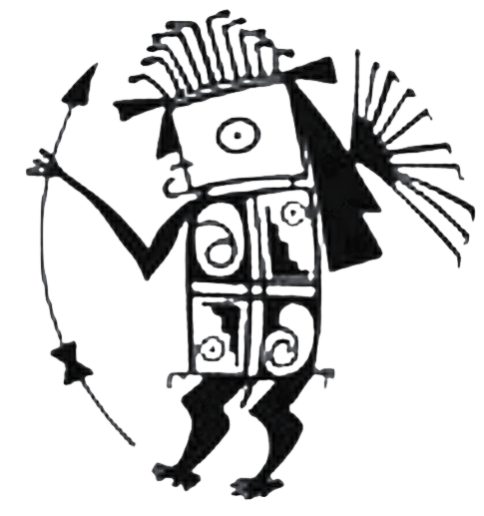
Catequil, según una vasija de Carchi, Ecuador

## Sincretismo

### En Colombia: Kamashka o el sacerdote del rayo
El catequil era además adorado por los Pastos, hábiles para la cerámica donde representaron simbólicamente a la deidad. Si en Perú el sincretismo se dio con el dios Illapa, en Colombia los pastos lo interpretaron como Kamashka o Kamasqa, es decir el sacerdote del rayo. Se creía que era el portador de la sabiduría territorial y los tiempos de fertilidad y cosecha. Es posible que ritos similares se hayan llevado a cabo en la laguna conocida como La Cocha, en el "País de los Pastos". El dios del rayo aún está presente en los territorios indígenas de Colombia en la actualidad. La relación entre Catequil, el bastón, la tierra y Kamashka se resumen de la siguiente manera:

La salida al territorio a sacar el bastón: todos los mayores coincidían que para ir a traer un bastón, habría que ir a la selva, bien sea al pie de monte amazónico y extraer de allá la chonta, o bajar al pie de monte costero y extraer de allá el quende. Sea chonta o quende, la sacada de bastón es importante para traer el espíritu que acompaña la autoridad y protege el territorio.

La velación del bastón: la comunidad se reúne en la casa que previamente se ha seleccionado para que se dé el ritual de velación del bastón. A esa casa llegan las personas con semillas, aguas, tierras, velas, piedras, cuarzos, y bastones que pueden acompañar la velación de los nuevos bastones que orientarán el territorio. Durante la velación se canta al espíritu de la tierra y se cuentan los mitos que orientan el tiempo delantero de la comunidad.

La siembra del bastón: al amanecer se limpian los bastones y se llevan con las personas de la comunidad hacia un sitio sagrado, puede ser una chakana (puente de mundos), una huaka (lugar sagrado del territorio), un cerro, la caída de una cascada o un peñasco; el sitio que se escoge, debe ser limpiado y en él se llama a los espíritus del territorio que acompañarán la autoridad y el camino del bastón de autoridad. Ahí se siembra espiritualmente el bastón y quienes tienen la chonta o quende lo llevan a su territorio para ser tallado o vestido con los símbolos de su comunidad.

La posesión del bastón: la autoridad que ha de ser gobernador del cabildo, después de haber vestido el bastón y limpiado con los médicos –kamashkade su comunidad, lo llevan a la posesión como autoridad, para ello, se limpian los bastones en un fuego preparado especialmente para ese día y se recibe el don de la autoridad en el ritual de posesión de esta.

La simbología del bastón sirve para relacionar el rito de iniciación, el liderazgo adquirido posteriormente y el dios del rayo. A diferencia de la trinidad que surge en la deidad del rayo en Perú, en esta zona de Colombia, al igual que en Ecuador, lo importante es el rito de iniciación para conectarse con sus antepasados antes que el poder como oráculo para predecir el futuro. En los señoríos Puruhá, Quitu y Caranqui, el rito tenía que ver más bien con enfrentar a Pini en una Poza de Catequil, en los pastos en cambio se trataba de la construcción del bastón de mando, ya sea buscándolo en la selva o construyéndolo a partir de la chonta. Se creía pues en la cultura Pasto que el dios del rayo nacía del interior de la tierra, de esta manera se relacionaba a Catequil con deidades como Libiac o Guakan. Muchas veces incluso se lo incluía en relatos de deidades menores como el Duende o el Wairsacha. Sin embargo, en este caso lo importante es el rito de iniciación. En concreto:

El dios del rayo posee un bastón o vara con el que ordena el mundo. En su paso, transforma el mundo de arriba con el de abajo, vuelca el mundo, trae lo de abajo hacia arriba y lo de arriba hacia abajo. Imagen mítica que encontraría relación con el mito felino del origen de los pastos presente en la oralidad de los diferentes resguardos del territorio; el mito de los brujos-tigres poderosos que transformados en tigres, se disponen a danzar o pelear dentro de un canasto, transformando así el mundo de abajo y dejando el arriba hacia abajo, y el abajo hacia arriba.

Una deidad similar por su relación con el trueno pero que se la considera deidad de la luna es Chibchacum, quien se cree carga el mundo en sus brazos y cuando hay un terremoto es porque está cambiando de brazo. Se creía además que controlaba el clima y mandaba lluvias causando inundaciones.

### En Perú: Illapa dios del rayo, trueno, relámpago y lluvia
Su equivalente incaico es el dios Illapa; Yana Raman, por parte de los Yaros o Llacuaces; Tumayricapac, por parte de los Yaros de Chinchaycocha; y Pariacaca, por parte de los Yauyos. Se cree que en la ocasión de poner un par de huevos, Cautaguan falleció. Los huevos fueron aventados al estercolero y de ellos emergieron dos efebos -dando alaridos- el uno sería Apu Catequil  y el otro, su gemelo, Piguerao. Ambas deidades fueron muy honradas, fuera del sector señalado, su culto se esparció desde Quito hasta Cuzco.

#### La creación según los Huamachuco
En el principio de todo, el dios Ataguchu, creador del cielo y la tierra, hastiado de soledad, decidió crear a Sugadcavra y Vaumgavrad (también llamado Ucuzgavrad). Ellos lo hacían y gobernaban todo junto a Ataguchu. Asimismo, ellos tres conformaron una trinidad. No conforme con eso, Ataguchu creó a Uvigaicho y a Unstiqui como siervos suyos. Junto a ellos, Ataguchu también creó a Guamansuri. Desde el cielo, Ataguchu mandó al dicho Guamansuri a la Tierra. Cuando Guamansuri vino al mundo, llegó a la provincia de Huamachuco, que era el lugar donde había de comenzar todo. Una vez ahí, él encontró a unos que, en la lengua de Huamachuco, se hacían llamar Guachemines o Huachemines. Haciéndose pasar por un forastero, Guamansuri aceptaba los trabajos y encargos dados por los dichos Guachemines. Estos Guachemines tenían una hermana llamada Cautaguan, a la cual tenían bien recluida que no la veía nadie. Llegó un día en el que los hermanos de Cautaguan salieron. Este momento fue aprovechado por Guamansuri que, mediante halagos y engaños, embarazó a Cautaguan. Al ver encinta a su hermana, los Guachemines supieron que el autor de tal imperdonable acto fue Guamansuri. Los hermanos capturaron a Guamansuri y lo quemaron vivo. Sus cenizas se elevaron al cielo y allí se quedaron con Ataguchu. Después de matar a Guamansuri, los Guachemines fueron más estrictos y recluyeron aun más a Cautaguan. Pasaron unos días y Cautaguan parió dos huevos, falleciendo en el parto. Los Guachemines tomaron los dos huevos y los echaron en un muladar. Al eclosionar los huevos, salieron dos gemelos dando alaridos. Estos niños fueron tomados por una señora y los crio. Al primer niño lo nombraron Catequil y a su hermano gemelo lo nombraron Piguerao. Catequil fue al lugar donde se hallaba su difunta madre y la resucitó. En el acto, Cautaguan le entregó a sus hijos dos warak'as, las cuales fueron dejadas por Guamansuri, padre de los dos muchachos. Con ellas, Catequil y Piguerao controlaban las fuerzas del clima, dándole muerte a la población de los Guachemines. Aquellos que no murieron, fueron exiliados por los gemelos divinos. Hecho esto, Catequil subió al cielo a encontrarse con su abuelo, Ataguchu. Catequil le dijo a su abuelo: La Tierra ya está libre. Ahora te ruego que se críen indios para que la habiten y labren. Ataguchu, consiente de la proeza y petición de su nieto, le ordenó que fuese al cerro y puna que llaman Guacat. Catequil y Piguerao obedecieron el mandato de su abuelo. Ya en el dicho cerro, Catequil portaba una chaquitaclla de oro; mientras que Piguerao portaba una de plata. Con ellas, los hermanos divinos cavaron y extrajeron del cerro a la humanidad.

#### Centros ceremoniales
Catequil es considerado como el dios del rayo de la Sierra Norte del Perú y se cuenta, que respondía a interrogantes. En su huaca, a modo de Oráculo, contestaba a través de las hojas de coca en los canales, ubicados en el centro ceremonial.Su centro ceremonial queda en Santiago de Chuco en las faldas del cerro Icchal. Descubierto por el arqueólogo canadiense John R. Topic y su esposa en 1987. Un segundo templo dedicado a Catequil quedaba en el pueblo de Tauca, provincia de Pallasca. El visitante austríaco-francés, Charles Wiener, comprobó en la iglesia de Tauca, que había una imagen en forma de círculo, evocando al Sol. Durante la época de la conquista, diversos cronistas han expuesto información sobre dichos centros ceremoniales. Según el cronista español Juan de Betanzos, el Inca Huayna Capac hizo quemar el templo por haberle dado trágicos augurios luego de derrotar a los esforzados Huamachucos. Según la relación de Agustinos de Huamachuco, el Inca Atahualpa mandó consultar a la huaca de Catequil sobre quien sería el vencedor en la guerra contra su hermano, Huáscar. El sacerdote de la huaca, un anciano con una larga túnica recubierta de conchas marinas (posiblemente mullu), luego de entablar conversación con el ídolo de piedra del dios, vaticinó un resultado irremediablemente adverso para Atahualpa. El sacerdote mencionó que, debido al comportamiento sanguinario y tiránico de Atahualpa, había suscitado la furia de Wiracocha y, por tanto, tendría un desenlace fatal, siendo destinado a gobernar su hermano Huáscar. Atahualpa, furioso, ordenó entonces la destrucción de la huaca y así se hizo: la cabeza y los pedazos del cuerpo del ídolo fueron arrojados al río y el santuario, saqueado. Pero la historia de este célebre oráculo no terminó ahí: los sacerdotes andinos de Huamachuco recuperaron la cabeza y los restos del cuerpo de la imagen de la huaca y volvieron a rendirle culto hasta que, en 1561, esta fue descubierta por los frailes agustinos Antonio Lozano y Juan Ramírez, quienes la hicieron polvo y la echaron al río.

## Culto a Catequil después de la evangelización

### Virgen del Carmelo de Catequilla

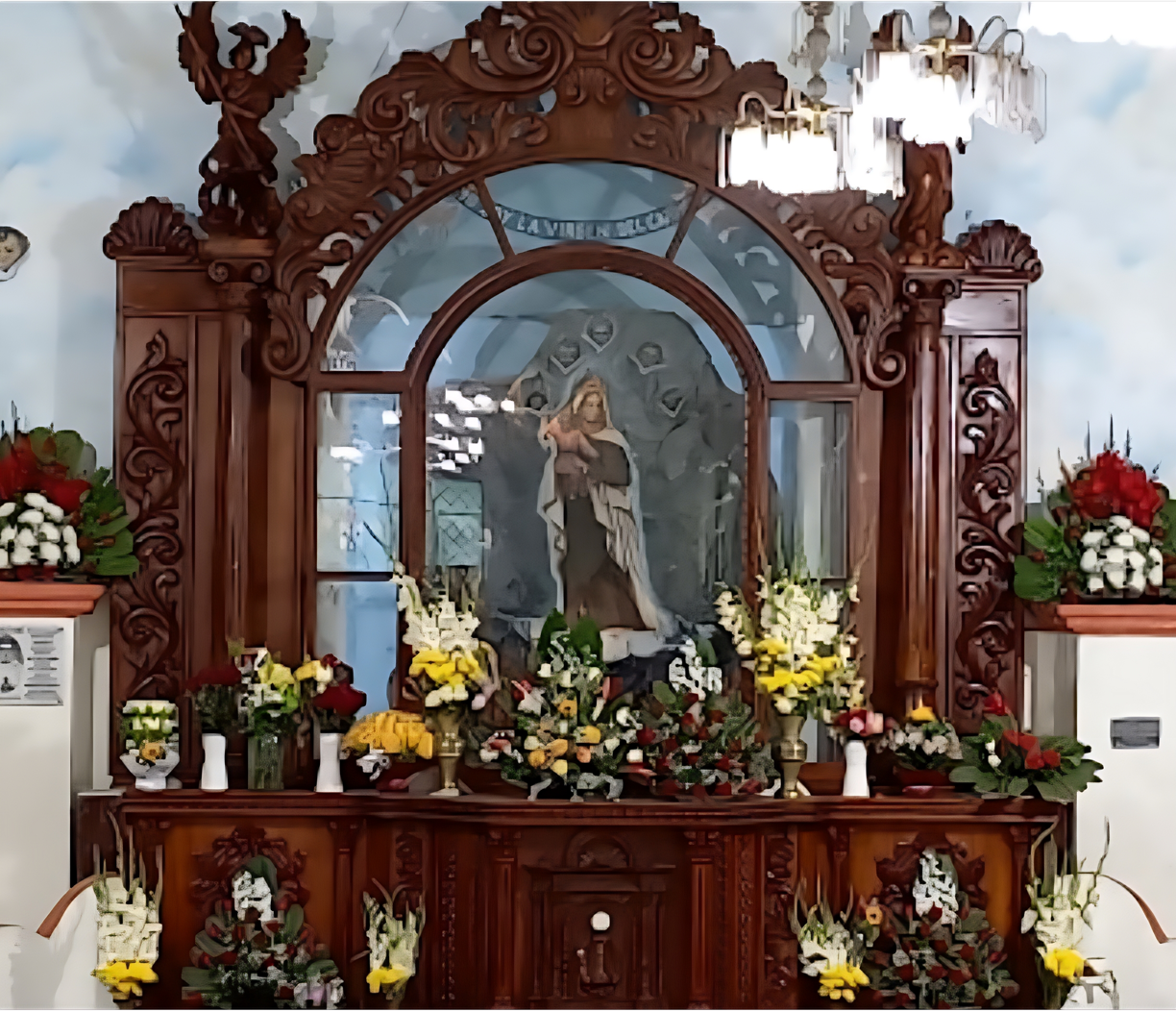
Imagen de Nuestra Señora del Carmen de Catequilla en Chambo, Ecuador.

Los manantiales llamados catequillas, presentan en la actualidad simplemente sus nombres o restos en piedra de lo que fueron los templos. De los siete catequillas encontrados en Ecuador, uno de ellos que se encuentra en Chambo, provincia de Chimborazo fue el lugar donde se construyó el Santuario de Nuestra Señora de la Fuente del Carmelo de Catequilla, en honor a la Virgen del Carmen. Esto permite ver claramente la relación entre Catequil, una deidad acuática con la Virgen del Carmen, advocación mariana relacionada con el agua. Esto estaría en línea con la importancia del agua en la mitología de Ecuador, a la que se refieren con la palabra Pi. La sacralidad del agua era asimismo compartida en la cosmovisión afroecuatoriana quienes adoraban a la Virgen del Carmen principalmente, junto con San Antonio.
Sobre la Virgen del Carmen de Catequilla en Chambo, la tradición oral cuenta que Waldina Gavilanes de Cuadrado fue quien vio por primera vez a la Virgen del Carmen. La imagen descrita se encontraba a los pies del cerro y se presentaba como una mujer que llamaba la atención por su belleza angelical y porque aparecía con un niño en brazos. Luego de bañarse se ocultaba tras una roca, donde ahora está representada. Se le atribuyen muchos milagros de los devotos que la visitan periódicamente.

### El rito del "Gallo compadre"
Existía una tradición en la población de Chimbo (cerca de un Catequilla a los pies del Chimborazo) en donde cada miércoles de ceniza, la gente llevaba un gallo a Cruzloma donde lo enterraban dejando solamente su cabeza y cuello descubierto. Una persona se vendaba y se hacía un círculo alrededor del gallo mientras la persona escogida debía cortarle la cabeza, caso contrario debía pagar una pena monetaria. Esto corresponde a una sustitución del sacrificio en sus inicios humanos por ahora un sacrificio animal, en este caso un gallo. Después de su muerte, la persona ganadora debía preparar un caldo o sopa e invitar al resto de sus amigos o compadres. De ahí el nombre del Gallo Compadre. Este rito fue relatado literariamente por César Dávila Andrade en el cuento "Cabeza de Gallo".

## Actualidad
- En la actualidad muchas pozas de catequil en Ecuador se encuentran en parques naturales o en lugares que son considerados patrimoniales.
- Los dos centros que se encuentran en la línea ecuatorial son visitados por turistas y se reconoce su historia.
- El último rito registrado se realizó en el siglo XX cuando los esposos Alfredo y Piedad Costales lo presenciaron como parte de su trabajo etnográfico, lo que a su vez permitió la publicación del libro "Mitos Quitu Cara" en 1996.
- El mito de catequil es la base para la interpretación de los toponimios de la sierra de Ecuador puesto que estos en su mayoría están en lenguas muertas. A través de este mito se ha logrado interpretar el significado de Imbabura, Ambato, y la Poza de Elen Pata como los lugares donde se obtenían los preñadillas, ranas y serpientes, importantes para el rito. Además permiten la conexión de Pichincha con las lagunas extintas de Quito, el significado del cerro Catequilla, la importancia de Latacugna o Tacunga y su relación con las lagunas.
- Se está investigando la relación entre el santuario de Virgen del Rosario de Agua Santa en Baños con este mito.
- Este mito ha servido para interpretar cerámica pasto y su sincretismo religioso con el dios del rayo.

- En 1996 Miguel Garnett publicó en Lima la novela Catequil de 268 págs.